# Färöische Männer-Handballnationalmannschaft
Die färöische Männer-Handballnationalmannschaft vertritt die Färöer bei internationalen Spielen und Turnieren im Handball.

## Geschichte
Das erste Länderspiel wurde am 18. Juli 1964 gegen Island bestritten. Erst im 17. Spiel gelang der erste Sieg durch ein 21:3 über Großbritannien am 1. November 1975.
Zwischen 1976 und 1986 nahm die Auswahl der Färöer an sechs C-Weltmeisterschaften teil, wobei insgesamt sieben Siege erzielt werden konnten. In der Qualifikation zu den Europameisterschaften 2002, 2004 und 2010 sowie der Qualifikation zu den Weltmeisterschaften 2005, 2009, 2011 und 2019 gelangen nur zwei Unentschieden (beim 22:22 gegen Belgien am 15. Januar 2003 und beim 24:24 in Montenegro am 24. Oktober 2018). In der Qualifikation zur Weltmeisterschaft 2021 besiegten die Färöer die Auswahl Luxemburgs auswärts am 12. Januar 2020 mit 24:22. Größter Einzelerfolg war der 27:26-Heimsieg über Tschechien am 30. April 2021 in der Qualifikation zur Europameisterschaft 2022.
In der Qualifikation zur Weltmeisterschaft 2023 erreichte das Team ihr bestes Ergebnis. In der ersten Phase unterlag man im Viererturnier im heimischen Tórshavn zunächst Luxemburg, qualifizierte sich aber nach Siegen über Italien und Lettland für die zweite Phase. Der dortige Gegner Belarus wurde auf Grund der Beteiligung am russischen Überfall auf die Ukraine im Februar 2022 von der EHF ausgeschlossen. In der finalen Qualifikationsrunde wartete die deutsche Mannschaft auf das erste Duell der beiden Nationen überhaupt. Das Hinspiel in Kiel am 13. April 2022 wurde mit 26:34 verloren, das Rückspiel am 16. April 2022 in Tórshavn mit 27:33.
Bei der EHF Challenge Trophy 2007 konnte das Team innerhalb von vier Tagen Malta, Irland, Schottland und England besiegen, erst im fünften Vorrundenspiel unterlag man Luxemburg. Bei der Challenge Trophy 2012 zog man durch drei Siege über Georgien, England und Irland ins Finale ein, das mit 28:30 gegen Moldawien verloren wurde. Die Challenge Trophy 2017 gewann die Auswahl nach sechs Siegen über Armenien, Moldau, China, Türkei, Kosovo und im Finale Bulgarien.
Die Auswahl der Färöer gewann die IHF Emerging Nations Championship in den Jahren 2015 und 2017.

## Europameisterschaften
- Europameisterschaft 2024: 20. Platz (von 24 Mannschaften)

Kader: Pauli Jacobsen (3 Spiele/0 Tore), Nicholas Satchwell (3/0), Ísak Jógvan Djurhuus Vedelsbøl (1/0), Allan Norðberg (1/0), Pauli Mittún (1/0), Rói Ellefsen á Skipagøtu (1/0), Jónas Gunnarsson Djurhuus (2/0), Peter Krogh (3/0), Helgi Hildarson Høydal (3/1), Kjartan Johansen (3/1), Pætur Mikkjalsson (3/1), Tróndur Mikkelsen (3/2), Leivur Mortensen (3/3), Rói Berg Hansen (3/6), Óli Mittún (3/7), Vilhelm Poulsen (3/7), Teis Horn Rasmussen (3/9), Hákun West av Teigum (3/23), Elias Ellefsen á Skipagøtu (3/23). Trainer:  Peter Bredsdorff-Larsen.

## Aktueller Kader
| Nr. | Spieler                        | Geburtstag | Alter | Position        | Größe  | Gewicht | Verein                    | Lsp. | Tore |
| --- | ------------------------------ | ---------- | ----- | --------------- | ------ | ------- | ------------------------- | ---- | ---- |
| 71  | Elias Ellefsen á Skipagøtu     | 19.05.2002 | 21    | Rückraum Mitte  | 1,87 m | 92 kg   | THW Kiel                  | 11   | 67   |
| 75  | Rói Ellefsen á Skipagøtu       | 10.10.2003 | 20    | Rückraum Mitte  | 1,84 m | 89 kg   | IF Hallby HK              | 3    | 4    |
| 24  | Hallur Arason                  | 31.03.1998 | 25    | Rückraum rechts | 1,97 m | 93 kg   | Vestmanna Itrottarfelag   | 1    | 1    |
| 17  | Hákun West av Teigum           | 19.02.2002 | 21    | Rechtsaußen     | 1,89 m | 96 kg   | Füchse Berlin             | 19   | 86   |
| 18  | Rógvi Dal Christiansen         | 18.07.1993 | 30    | Kreisläufer     | 1,85 m | 95 kg   | Kyndil                    | 18   | 23   |
| 26  | Bárður Dam                     | 06.02.2002 | 21    | Rechtsaußen     | 1,85 m | 80 kg   | KÍF                       | 0    | 0    |
| 62  | Janus Dam Djurhuus             | 21.08.2002 | 21    | Linksaußen      | 1,88 m | 85 kg   | FIF Håndbold              | 0    | 0    |
| 15  | Jónas Gunnarsson Djurhuus      | 08.09.1996 | 27    | Rückraum Mitte  | 1,83 m | 93 kg   | FIF Håndbold              | 35   | 74   |
| 11  | Brandur Halgirsson             | 30.07.1999 | 24    | Rückraum links  | 1,95 m | 100 kg  | Ajax Kopenhagen           | 5    | 2    |
| 9   | Rói Berg Hansen                | 11.04.1996 | 27    | Linksaußen      | 1,82 m | 85 kg   | HØJ Håndbold              | 32   | 56   |
| 63  | Bogi Hansen                    | 13.05.2002 | 21    | Rechtsaußen     | 1,80 m | 76 kg   | H71                       | 0    | 0    |
| 28  | Niklas Højgaard Hanuarson      | 19.11.1998 | 25    | Kreisläufer     | 1,95 m | 110 kg  | IK Skovbakken             | 0    | 0    |
| 2   | Helgi Hildarson Hoydal         | 01.05.1996 | 27    | Kreisläufer     | 1,88 m | 97 kg   | Kristiansand Topphåndball | 32   | 48   |
| 4   | Bjarni í Selvindi              | 27.08.2002 | 21    | Rückraum links  | 1,89 m | 88 kg   | Kristiansand Topphåndball | 1    | 2    |
| 1   | Pauli Jacobsen                 | 11.07.2002 | 21    | Torhüter        | 1,82 m | 85 kg   | Ølstykke HF               | 12   | 0    |
| 10  | Kjartan Johansen               | 17.04.1996 | 27    | Rückraum rechts | 1,90 m | 92 kg   | Bækkelaget Sportsklub     | 38   | 73   |
| 21  | Filip Jojic                    | 08.05.1988 | 35    | Rückraum links  | 1,87 m | 91 kg   | Vestmanna Itrottarfelag   | 9    | 25   |
| 34  | Julian Kragesteen              | 08.02.2000 | 23    | Rückraum links  | 1,95 m | 95 kg   | Køge Håndbold             | 0    | 0    |
| 45  | Peter Krogh                    | 20.07.1990 | 33    | Rückraum rechts | 1,91 m | 116 kg  | HEI Skæring               | 40   | 123  |
| 22  | Aleksandar Lacok               | 15.02.2004 | 19    | Torhüter        | 1,90 m | 85 kg   | Neistin                   | 1    | 0    |
| 30  | Tróndur Mikkelsen              | 01.07.2000 | 23    | Rückraum links  | 1,90 m | 102 kg  | Kristiansand Topphåndball | 15   | 36   |
| 8   | Pætur Mikkjalsson              | 11.05.1997 | 26    | Kreisläufer     | 1,90 m | 108 kg  | IF Hallby HK              | 11   | 15   |
| 61  | Pauli Mittún                   | 30.05.2002 | 21    | Rückraum links  | 1,88 m | 92 kg   | Team Sydhavsøerne         | 13   | 9    |
| 78  | Óli Mittún                     | 10.06.2005 | 18    | Rückraum links  | 1,86 m | 90 kg   | IK Sävehof                | 8    | 31   |
| 6   | Leivur Mortensen               | 25.03.1999 | 24    | Linksaußen      | 1,85 m | 82 kg   | FIF Håndbold              | 15   | 24   |
| 7   | Allan Norðberg                 | 25.03.1995 | 28    | Rechtsaußen     | 1,89 m | 84 kg   | Valur Reykjavík           | 33   | 49   |
| 80  | Sveinur Olafsson               | 31.03.2002 | 21    | Rückraum rechts | 1,90 m | 98 kg   | H71                       | 0    | 0    |
| 3   | Sjúrður Olsen                  | 09.04.1997 | 26    | Linksaußen      | 1,80 m | 85 kg   | Vestmanna Itrottarfelag   | 16   | 19   |
| 25  | Vilhelm Poulsen                | 20.08.1999 | 24    | Rückraum rechts | 1,90 m | 102 kg  | Lemvig-Nissum Håndbold    | 23   | 30   |
| 36  | Dánjal Ragnarsson              | 13.03.2001 | 22    | Rückraum links  | 1,93 m | 89 kg   | ÍBV Vestmannaeyja         | 0    | 0    |
| 79  | Teis Horn Rasmussen            | 31.03.1996 | 27    | Kreisläufer     | 1,95 m | 106 kg  | HEI Skæring               | 21   | 28   |
| 16  | Nicholas Satchwell             | 23.07.1991 | 32    | Torhüter        | 1,88 m | 87 kg   | Viking TIF                | 32   | 0    |
| 12  | Tórður Skorheim Guttesen       | 15.11.1997 | 26    | Torhüter        | 1,88 m | 95 kg   | Kyndil                    | 10   | 0    |
| 81  | Hørður Trygvason               | 27.10.1999 | 24    | Torhüter        | 1,90 m | 90 kg   | IF Føroyar                | 2    | 0    |
| 47  | Ísak Jógvan Djurhuus Vedelsbøl | 18.10.2004 | 19    | Kreisläufer     | 1,96 m | 104 kg  | H71                       | 2    | 2    |

## Bekannte ehemalige Spieler
- Jóhan á Plógv Hansen (spielt jetzt für Dänemark)